# Omar ibn Saïd
Pour les articles homonymes, voir Saïd.
Omar ibn Saïd, également connu sous le surnom de Prince Moro, né en 1770 à Fouta-Toro (dans l'actuel Sénégal) et mort en 1864 dans le comté de Bladen (États-Unis), était un érudit musulman (ālim) victime de la traite transatlantique et resté célèbre dans l'histoire pour avoir écrit l'un des rares témoignages d'un esclave afro-américain dans 14 manuscrits en arabe, dont un récit autobiographique.

## Biographie
Omar ibn Saïd est né en 1770 au Fouta-Toro au sein d'une famille de riches marchands. Son père s’appelait Saïd et sa mère Oum Hani. Il passe 25 années des débuts de sa vie à étudier les sciences islamiques, la langue arabe et l'arithmétique.
En 1807, à l'âge de 37 ans, il est capturé par les armées Bambaras, au cours d'un conflit militaire qui les opposait aux Peuls, puis vendu à des trafiquants d'esclaves et emmené aux États-Unis. Il s'échappe d'un maître cruel à Charleston (Caroline du Sud) pour se rendre à Fayetteville (Caroline du Nord). Là, il est recapturé et revendu plus tard au général James Owen (frère de John Owen, gouverneur de Caroline du Nord).
Omar ibn Saïd vécut dans la condition d’esclave jusqu'à sa mort en 1864 (94 ans). Il fut enterré dans comté de Bladen, en Caroline du Nord. Durant sa vie, il porta différents surnoms : Prince Moro, Morro, Meroh, Uncle Moreau, Umeroh, Monroe.

## Son œuvre

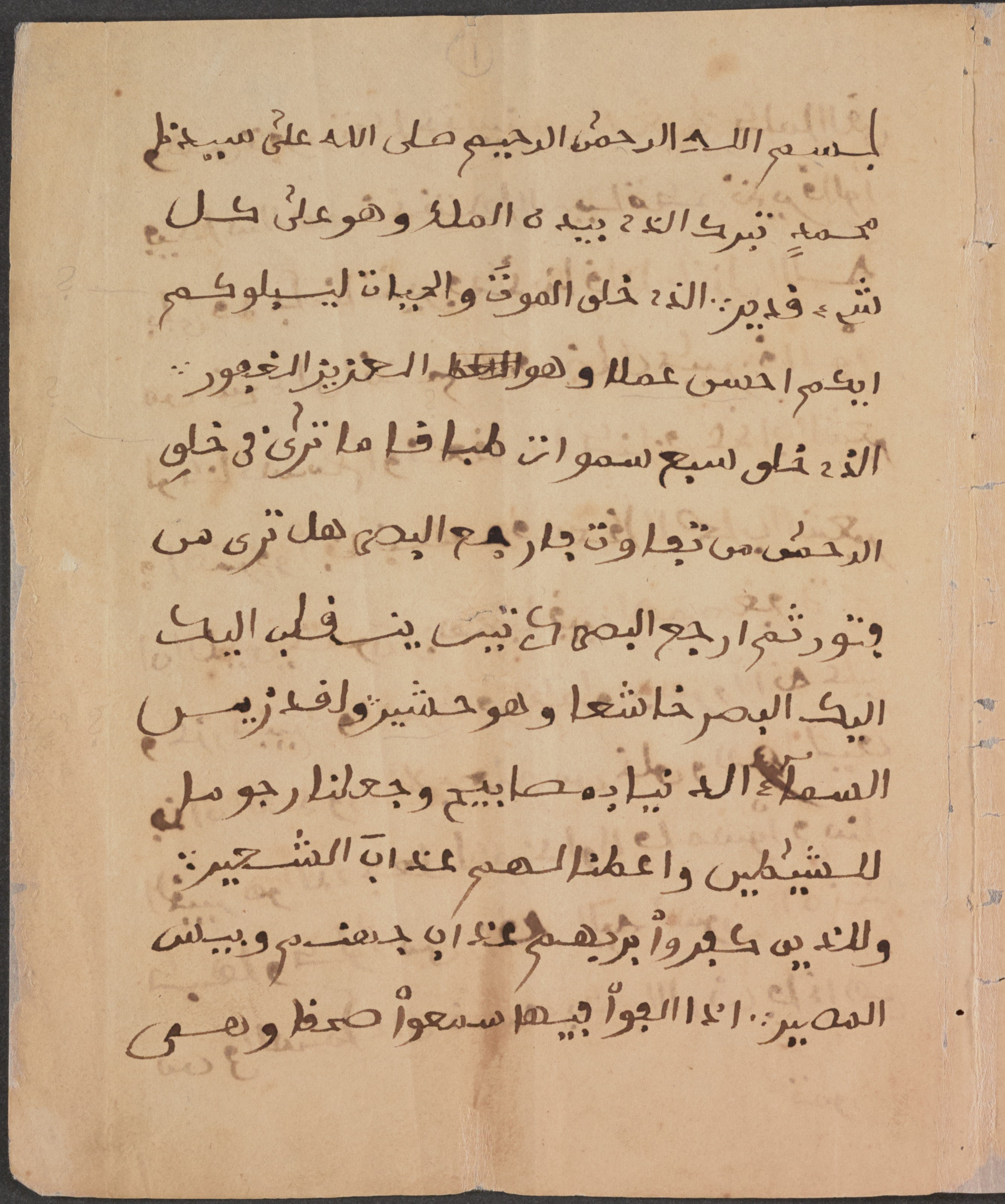
Sourate du Coran Al-Mulk (la royauté) écrite par Omar ibn Said

En 1819, il entreprend ses premiers écrits dans lesquels il exprime son profond désir de rentrer chez lui : Je veux être aperçu en Afrique dans un endroit du fleuve nommé Kaba.
En 1831, il écrit son récit autobiographique ou il évoque notamment ses racines, son cursus, les conditions de sa capture et exprime ses peines, ses joies, les difficultés pour garder sa religion dans un milieu hostile.
Son dernier texte qui date de 1857 est une reprise de la sourate du Coran Al-Nasr (le secours).

## Reconnaissance posthume
En 1991, une mosquée de Fayetteville est baptisée « Masjid Omar Ibn Sayyid » en son honneur. Face à cette mosquée, l’État de Caroline du Nord a fait ériger une stèle retraçant son histoire.
Il est le sujet de l'opéra Omar de Michael Abels et Rhiannon Gidden, œuvre créée en 2022 au Spoleto Festival à Charleston et récompensée du prix Pulitzer de musique en 2023.